# Mattias de' Medici
Mattias di Cosimo II de' Medici (Firenze, 9 maggio 1613 – Siena, 11 ottobre 1667) è stato un nobile, militare e governatore italiano.
Era il terzo figlio maschio del granduca di Toscana Cosimo II e di sua moglie Maria Maddalena d'Austria.

## Biografia

### Infanzia e avvio alla carriera ecclesiastica
Nato a Firenze il 9 maggio 1613, venne inizialmente avviato alla carriera ecclesiastica come il fratello Giovan Carlo; non mostrandovi però disposizione, a 16 anni smise l'abito per perseguire la carriera delle armi.

### Governatore di Siena
Il 28 maggio 1629 venne nominato dal fratello, il granduca Ferdinando II, Governatore di Siena, carica rimasta vacante per la morte della zia Caterina de' Medici, il 17 aprile di quell'anno.
Il principe giunse in città il 26 agosto e si stabilì nel Palazzo Reale in piazza del Duomo.

### Guerra dei Trent'anni
Ripartì però già nel 1631, per accompagnare in Austria la madre e il fratello Francesco: assieme a quest'ultimo, per ordine del Granduca, combatté a fianco degli Asburgo nella Guerra dei Trent'anni, giunta alla sua terza fase. Prese parte, il 16 novembre 1632, alla battaglia di Lützen, dove incontrò il celebre condottiero senese Ottavio Piccolomini, e alla battaglia di Nördlingen.

### Guerre contro Urbano VIII
Rimase in Germania fino al 1641 e quindi fece ritorno a Siena, dove, durante la sua assenza, l'aveva sostituito al governo cittadino il fratello Leopoldo. Dovette però di nuovo allontanarsi allo scoppio della prima guerra di Castro fra il pontefice Urbano VIII Barberini e Odoardo Farnese, sostenuto dai Medici, poiché il Granduca lo aveva nominato comandante in capo delle truppe toscane.
Nel 1643 assunse il comando della lega costituita da Repubblica di Venezia, Granducato di Toscana, Ducato di Parma e Ducato di Modena contro papa Barberini, lasciando nuovamente il governo di Siena a Leopoldo. Farà definitivamente ritorno nella città toscana nel 1644, restandovi fino alla morte.

### Ultimi anni e morte
Amante della caccia, delle corse di cavalli (un esemplare della sua scuderia partecipava regolarmente al Palio di Siena), delle feste e dei piaceri mondani, Mattias era anche sensibile all'arte, alla musica e al teatro e protesse artisti come Justus Sustermans (dal quale si fece ritrarre in armatura), Volterrano, Jacques Courtois detto il Borgognone, Livio Mehus, dei quali collezionò i dipinti nella sua residenza di Lappeggi.
Non si sposò mai e negli ultimi anni della sua vita, sofferente di gotta, meditò di tornare allo stato ecclesiastico. Ammalatosi, morì a Siena l'11 ottobre 1667, a 54 anni. Fu sepolto a Firenze nelle tombe medicee in San Lorenzo.

### Sepoltura
Nel 1857, durante una prima ricognizione delle salme dei Medici, così venne ritrovato il suo corpo: 

## Mattias e la scienza
Il principe Mattias si distinse al comando dell'armata medicea, soprattutto in Germania nella Guerra dei Trent'anni (1618-1648): da qui portò in Toscana molti strumenti (splendidi quadranti, astrolabi, compassi, strumenti da miniera e per il rilievo topografico) firmati da celebri artefici e fornitori delle più importanti Wunderkammern europee. Il 12 luglio 1654 gli strumenti di Mattias furono depositati nella Galleria degli Uffizi, conferendo alla collezione medicea un carattere più europeo.

## Ascendenza
|                           |                        |                       | Genitori                         |  |  | Nonni |  |  | Bisnonni            |  |  | Trisnonni                 |  |
|                           |                        |                       |                                  |  |  |       |  |  | Cosimo I de' Medici |  |  | Giovanni delle Bande Nere |  |
|                           |                        |                       |                                  |  |  |       |  |  | Cosimo I de' Medici |  |  | Giovanni delle Bande Nere |  |
|                           |                        | Maria Salviati        |                                  |  |  |       |  |  | Cosimo I de' Medici |  |  |                           |  |
| Ferdinando I de' Medici   |                        |                       |                                  |  |  |       |  |  | Cosimo I de' Medici |  |  |                           |  |
|                           |                        | Eleonora di Toledo    | Pedro Álvarez de Toledo y Zúñiga |  |  |       |  |  |                     |  |  |                           |  |
|                           |                        | Eleonora di Toledo    | Pedro Álvarez de Toledo y Zúñiga |  |  |       |  |  |                     |  |  |                           |  |
|                           |                        | Eleonora di Toledo    | María Osorio y Pimentel          |  |  |       |  |  |                     |  |  |                           |  |
| Cosimo II de' Medici      |                        | Eleonora di Toledo    |                                  |  |  |       |  |  |                     |  |  |                           |  |
|                           |                        | Carlo III di Lorena   | Francesco I di Lorena            |  |  |       |  |  |                     |  |  |                           |  |
|                           |                        | Carlo III di Lorena   | Francesco I di Lorena            |  |  |       |  |  |                     |  |  |                           |  |
|                           |                        | Carlo III di Lorena   | Cristina di Danimarca            |  |  |       |  |  |                     |  |  |                           |  |
| Cristina di Lorena        |                        | Carlo III di Lorena   |                                  |  |  |       |  |  |                     |  |  |                           |  |
|                           |                        | Claudia di Valois     | Enrico II di Francia             |  |  |       |  |  |                     |  |  |                           |  |
|                           |                        | Claudia di Valois     | Enrico II di Francia             |  |  |       |  |  |                     |  |  |                           |  |
|                           |                        | Claudia di Valois     | Caterina de' Medici              |  |  |       |  |  |                     |  |  |                           |  |
| Ferdinando II de' Medici  |                        | Claudia di Valois     |                                  |  |  |       |  |  |                     |  |  |                           |  |
|                           | Ferdinando I d'Asburgo | Filippo I d'Asburgo   |                                  |  |  |       |  |  |                     |  |  |                           |  |
|                           | Ferdinando I d'Asburgo | Filippo I d'Asburgo   |                                  |  |  |       |  |  |                     |  |  |                           |  |
|                           | Ferdinando I d'Asburgo | Giovanna di Castiglia |                                  |  |  |       |  |  |                     |  |  |                           |  |
| Carlo II d'Austria        | Ferdinando I d'Asburgo |                       |                                  |  |  |       |  |  |                     |  |  |                           |  |
|                           |                        | Anna Jagellone        | Ladislao II di Boemia            |  |  |       |  |  |                     |  |  |                           |  |
|                           |                        | Anna Jagellone        | Ladislao II di Boemia            |  |  |       |  |  |                     |  |  |                           |  |
|                           |                        | Anna Jagellone        | Anna di Foix-Candale             |  |  |       |  |  |                     |  |  |                           |  |
| Maria Maddalena d'Austria |                        | Anna Jagellone        |                                  |  |  |       |  |  |                     |  |  |                           |  |
|                           |                        | Alberto V di Baviera  | Guglielmo IV di Baviera          |  |  |       |  |  |                     |  |  |                           |  |
|                           |                        | Alberto V di Baviera  | Guglielmo IV di Baviera          |  |  |       |  |  |                     |  |  |                           |  |
|                           |                        | Alberto V di Baviera  | Maria Giacomina di Baden         |  |  |       |  |  |                     |  |  |                           |  |
| Maria Anna di Baviera     |                        | Alberto V di Baviera  |                                  |  |  |       |  |  |                     |  |  |                           |  |
|                           |                        | Anna d'Austria        | Ferdinando I d'Asburgo           |  |  |       |  |  |                     |  |  |                           |  |
|                           |                        | Anna d'Austria        | Ferdinando I d'Asburgo           |  |  |       |  |  |                     |  |  |                           |  |
|                           |                        | Anna d'Austria        | Anna Jagellone                   |  |  |       |  |  |                     |  |  |                           |  |
|                           |                        | Anna d'Austria        |                                  |  |  |       |  |  |                     |  |  |                           |  |